# گوزن فریادکش برگی
گوزن فریادکش برگی (نام علمی: Muntiacus putaoensis) گونه کوچکی از سرده گوزن فریادکش است که سال ۱۹۹۷ در برمه کشف شد و حضور آن در آروناچال پرادش هند نیز گزارش شده است. این گوزن کوچک تنها پنجاه سانتیمتر ارتفاع و کمتر از ۱۱ کیلو وزن دارد.